# Jewel Staite
Jewel Belair Staite (White Rock, Columbia Británica, 2 de junio de 1982) es una actriz canadiense conocida por interpretar a Kaylee Frye en la serie Firefly y la película Serenity, y a la Dr. Jennifer Keller en Stargate Atlantis.

## Primeros años
Staite nació en White Rock, en el área metropolitana de Vancouver (Columbia Británica). Es la más joven de siete hijos, modelaba de niña y ha actuado desde que tenía seis años. Ella ha declarado que es de origen británico, irlandés, francocanadiense y tiene ascendencia iroquesa.
Pasó parte de su infancia en Hawái y posteriormente volvió a Canadá.
Staite asistió al Vancouver Film School y trabajó en el Vancouver Youth Theatre.

## Carrera
El papel con el que Jewel Staite comenzó a ser conocida, principalmente por el público especializado, fue el de Kaywinnet Lee "Kaylee" Frye en la serie de ciencia ficción Firefly, en 2002. Kaylee era la mecánica de la nave, una chica joven alegre y sin prejuicios que tenía en el doctor Simon Tam a un interés amoroso. La serie fracasó en audiencia, principalmente por el mal trato al que la sometió la cadena FOX, por lo que fue cancelada. Sin embargo, las sobresalientes ventas de la serie en DVD permitieron que en 2005 se estrenara una película, llamada Serenity, que concluía la mayor parte de las tramas inconclusas tras la cancelación, y que contaba con el mismo reparto que la serie.
En 2004, Jewel Staite interpretó a Heidi Gotts, la antagonista del personaje de Caroline Dhavernas en cuatro episodios de otra serie de culto cancelada prematuramente, Wonderfalls. En 2005, interpretó a uno de los personajes principales de la película para televisión basada en hechos reales La madrastra (Widow on the Hill).
Jewel Staite ha realizado diferentes papeles episódicos a lo largo de su carrera, en series como The X-Files o Tan muertos como yo.
En 2005, Jewel Staite apareció en el episodio Instinto de la segunda temporada de Stargate Atlantis interpretando a Ellia, una wraith. Su actuación fue del agrado de los productores, que decidieron ofrecerle otro papel con el que tuviera más presencia en la serie. De este modo, Jewel Staite se unió al reparto de la serie interpretando a la doctora Jennifer Keller, la nueva jefa médica de la expedición, en el último capítulo de la tercera temporada, Ataque preventivo, que se estrenó el 5 de febrero de 2007. La doctora Keller fue un personaje recurrente en la cuarta temporada de la serie, y desde la quinta temporada pasó a formar parte del reparto fijo.

## Vida personal
Jewel Staite se casó el 25 de abril de 2003 con el actor Matt Anderson en Hawái. La pareja vivió en Vancouver, ciudad natal de Jewel, y en la que se rodaba Stargate Atlantis, hasta su separación en 2011. En 2015 anunció su compromiso con su pareja, Charlie Ritchie, con quien tuvo a un niño en diciembre del mismo año. El 23 de julio de 2016, Staite y Ritchie contrajeron matrimonio.
Es una buena amiga del actor escocés Paul McGillion, con el que ha coincidido en algunos capítulos de Stargate Atlantis, en la que McGillion interpreta al primer jefe médico de Atlantis.
Además, Staite ha trabajado con la Dyslexia Foundation y con varias organizaciones benéficas de lucha contra el SIDA.

## Filmografía
| Cine y televisión | Cine y televisión                         | Cine y televisión      | Cine y televisión                          |  |
| Año               | Título                                    | Papel                  | Notas                                      |  |
| ----------------- | ----------------------------------------- | ---------------------- | ------------------------------------------ |  |
| 1991              | Posing: Inspired by Three Real Stories    | Jennifer Lanahan       |                                            |  |
| 1992              | The Odyssey                               | Labelia                | "The Believers" (7 de diciembre de 1992)   |  |
| 1993              | Liar, Liar: Between Father and Daughter   | Dorianna               |                                            |  |
| 1993              | The Only Way Out                          | Alexandra              |                                            |  |
| 1993              | Party Mania                               | Katherine Andrews      |                                            |  |
| 1994              | Are You Afraid of the Dark?               | Kelly                  | "The Tale of Watcher's Woods"              |  |
| 1994              | The Odyssey                               | Labelia                | "The Prophecy" (28 de febrero de 1994)     |  |
| 1995              | Are You Afraid of the Dark?               | Cody                   | "The Tale of the Unfinished Painting"      |  |
| 1995              | Gold Diggers: The Secret of Bear Mountain | Samantha               |                                            |  |
| 1995              | The X-Files                               | Amy Jacobs             | "Oubliette" (17 de noviembre de 1995)      |  |
| 1996              | Space Cases                               | Catalina               | (1996; 15 episodios)                       |  |
| 1996              | Flash Forward                             | Rebecca "Becca" Fisher | (1996–1997)                                |  |
| 1996              | Carpool                                   | Soap Opera Actress     |                                            |  |
| 1996              | Prisoner of Zenda, Inc.                   | Theresa                |                                            |  |
| 1997              | Honey, I Shrunk the Kids: The TV Show     | Tiara Vanhorn          | (1997-1999)                                |  |
| 1997              | Mummies Alive!                            | Voz                    | (15 de septiembre de 1997)                 |  |
| 1998              | Da Vinci's Inquest                        | Gabriella Da Vinci     | (1998–2001)                                |  |
| 1999              | So Weird                                  | Callie                 | "Siren" (10 de septiembre de 1999)         |  |
| 1999              | Nothing Too Good for a Cowboy             | Sally                  | (1999; 2 episodios)                        |  |
| 1999              | Sabrina: The Animated Series              | Voz                    | (1999; 4 episodios)                        |  |
| 2000              | Higher Ground                             | Daisy Lipenowski       | (2000; 17 episodios)                       |  |
| 2001              | Seven Days                                | Molly                  | "Empty Quiver" (2001; 1 episodio)          |  |
| 2001              | 2gether: The Series                       | Josie                  | (2001; 1 episodio)                         |  |
| 2001              | The Immortal                              | Danielle Jenkins       | (2001; 1 episodio)                         |  |
| 2002              | Just Deal                                 | Laurel                 | (2002; 8 episodios)                        |  |
| 2002              | Damaged Care                              | Bryanna                | (26 de mayo de 2002)                       |  |
| 2002              | Cheats                                    | Teddy Blue             |                                            |  |
| 2002              | Firefly                                   | Kaylee Frye            | (2002–2003; 14 episodios)                  |  |
| 2002              | Beyond Belief: Fact or Fiction            | Carly                  | (2002; 1 episode)                          |  |
| 2002              | Roughing It                               | Susan Olivia Clemens   | (16 de marzo de 2002)                      |  |
| 2003              | Dead Like Me                              | Chica Gótica           | "Rest in Peace" (21 de octubre de 2003)    |  |
| 2004              | Wonderfalls                               | Heidi Gotts            | (2004; 4 episodios)                        |  |
| 2004              | Cold Squad                                | Thora Andrews          | 7.07 "Girlfriend in a Closet"              |  |
| 2004              | Huff                                      | Sheena                 | Episodio piloto (7 de noviembre de 2004)'" |  |
| 2005              | Stargate Atlantis                         | Ellia                  | "Instinct" (26 de agosto de 2005)          |  |
| 2005              | Serenity                                  | Kaylee Frye            |                                            |  |
| 2005              | Widow on the Hill                         | Jennie                 |                                            |  |
| 2009              | Stargate Atlantis                         | Dr. Jennifer Keller    | (2007–2009; apareció en 27 episodios)      |  |
| 2009              | The Forgotten Ones                        | Liz                    | Directamente para vídeo                    |  |
| 2009              | Mothman                                   | Katharine              |                                            |  |
| 2009              | Stargate: Extinction                      | Dr. Jennifer Keller    |                                            |  |
| 2010              | P5Ych                                     | Debbie                 |                                            |  |
| 2010              | Call Me Mrs. Miracle                      | Shooting               |                                            |  |
| 2010              | Warehouse 13                              | Loretta                | "Mild Manner" (13 de julio de 2010)        |  |
| 2019              | The Order                                 | Renee Marand           | T1 - Episodios 5 y 6                       |  |
| 2019              | The Magicians                             | Phyllis                | 4 episodios                                |  |
| 2021              | Family Law                                | Abigail Bianchi        | Papel principal                            |  |
| 2022              | Quantum Leap                              | Naomi Harvey           | "What a disaster!"                         |  |